# Lowry City
Lowry City é uma cidade localizada no estado americano de Missouri, no Condado de St. Clair.

## Demografia
Segundo o censo americano de 2000, a sua população era de 728 habitantes.
Em 2006, foi estimada uma população de 748, um aumento de 20 (2.7%).

## Geografia
De acordo com o United States Census Bureau tem uma área de
2,6 km², dos quais 2,6 km² cobertos por terra e 0,0 km² cobertos por água. Lowry City localiza-se a aproximadamente 266 m acima do nível do mar.

## Localidades na vizinhança
O diagrama seguinte representa as localidades num raio de 20 km ao redor de Lowry City.